# Gerd von Rundstedt
Karl Rudolf Gerd von Rundstedt (Aschersleben, 12 de dezembro de 1875 — Hanôver, 24 de fevereiro de 1953) foi um marechal-de-campo do exército alemão durante a Segunda Guerra Mundial.
Nascido na Saxônia, em uma família de aristocratas prussianos, von Rundstedt entrou para o exército alemão em 1892 e em 1902 para a Academia Militar da Alemanha, uma instituição de elite que aceitava a cada ano apenas 160 novos estudantes que houvessem se destacado como jovens oficiais, e ao fim do curso rejeitava 75% deles através de duros exames. Durante a I Guerra Mundial, ele subiu de patente até alcançar o posto de major em 1918 e chefe de estado-maior da sua divisão.
Após a guerra, com o exército alemão dramaticamente reduzido a cem mil homens por força do acordo de paz com os Aliados. Rundstedt subiu rapidamente na carreira e em 1932 se tornou comandante da 3ª Divisão de Infantaria. No fim do ano, ele ameaçou renunciar ao posto quando o chanceler Franz von Papen declarou lei marcial no país e ordenou às tropas de Rundstedt que removessem os membros do Partido Nazista dos escritórios governamentais do estado.
Em 1938, resolveu retirar-se da ativa após o conhecimento de que o comandante-em-chefe do exército alemão, Werner von Fritsch, havia sido espionado pela Gestapo, a polícia política do governo nazista.

## Segunda Guerra

### Frente ocidental
Em setembro de 1939, com  o início da II Guerra Mundial, Rundstedt foi chamado de volta à ativa para comandar o Grupo de Exércitos Sul, durante a bem sucedida invasão da Polônia. Em seguida, no comando de um exército composto de sete divisões panzer, três divisões de infantaria motorizada e trinta e cinco divisões de infantaria regular, assumiu o comando da invasão da França em 10 de maio de 1940.
Em 14 de maio, as divisões blindadas comandadas pelo Coronel-General Heinz Guderian cruzaram o Rio Mosa e abriram um grande buraco na frente aliada. O general Rundstedt tinha dúvidas sobre a capacidade destas divisões serem bem sucedidas em sua marcha sem o apoio da infantaria e ordenou uma pausa no avanço, até que os blindados fossem alcançados pelas tropas regulares, que abriam caminho mais lentamente. Esta pausa permitiu aos ingleses evacuarem suas forças até a cidade de Dunquerque, na costa belga. Depois, ele proibiu o ataque dos panzers à cabeça de praia de Dunquerque, permitindo aos aliados em retirada evacuarem centenas de milhares de soldados por ela.

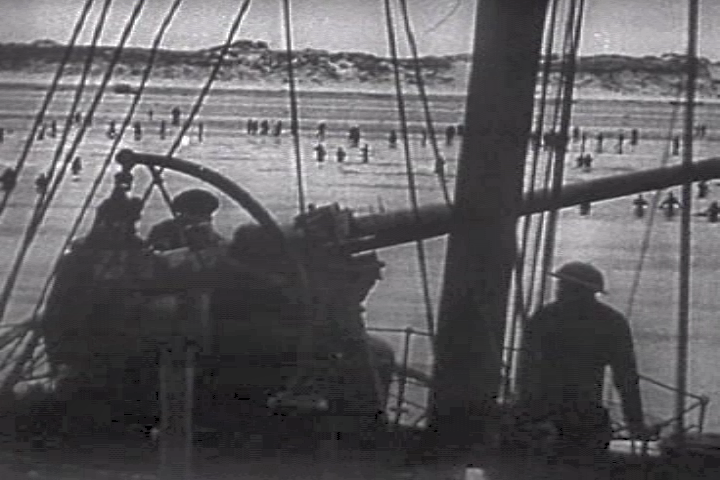
Tropas Aliadas se retiram de Dunquerque encurraladas pelas divisões Panzer do Marechal Rundstedt.

Esta manobra permaneceu assombrosa durante anos aos olhos dos historiadores, sendo considerada um dos maiores erros dos alemães na guerra. Rundstedt declarou mais tarde que a decisão havia sido de Adolf Hitler, uma decisão política baseada em sua crença de que os britânicos estariam mais aptos a aceitar um acordo de paz caso suas tropas expedicionárias fossem poupadas da destruição completa na Europa continental.
Em 18 de julho de 1940, após a grande vitória nazista na França, Países Baixos e Bélgica, ele foi promovido a marechal-de-campo pelo Führer e passou a fazer parte do grupo de planejamento da Operação Leão Marinho, que se destinava à invasão da Grã Bretanha. Com o adiamento contínuo da operação devido à resistência aérea dos britânicos contra os ataques da Luftwaffe, Rundstedt assumiu o comando das tropas de ocupação e se dedicou a fortificar as costas dos países ocupados.

### Operação Barbarossa
Em junho de 1941 o marechal von Rundstedt participou da Operação Barbarossa, a invasão alemã da União Soviética, no comando do Grupo de Exércitos Sul, liderando 52 divisões de infantaria e sete divisões blindadas panzer.
Os primeiros meses da campanha foram vitoriosas, com seus exércitos penetrando fundo na URSS, atravessando o rio Dnieper, capturando Kiev, fazendo cerca de 600 mil prisioneiros de guerra. — 300 mil de acordo com as fontes russas — e avançando para Kharkov e Rostov. Após estas vitórias e com a chegada do frio intenso, Rundstedt recusou-se a continuar o avanço, pela baixa qualidade do equipamento de suas tropas para enfentar o inverno rigoroso das estepes russas,  no que foi desautorizado por Hitler e obrigado a continuar. Em novembro ele teve um ataque cardíaco mas se recusou a ser hospitalizado e voltou  a comandar o avanço alemão.
No dia 21, em frente à cidade de Rostov, no interior da Rússia, um contra ataque inimigo obrigou os alemães a recuarem pela primeira vez na guerra. Hilter ficou furioso com o recuo e o subsequente pedido de Rundstedt por uma retirada estratégica, e o substituiu no comando pelo general Walter von Reichenau.

### Novamente a frente ocidental

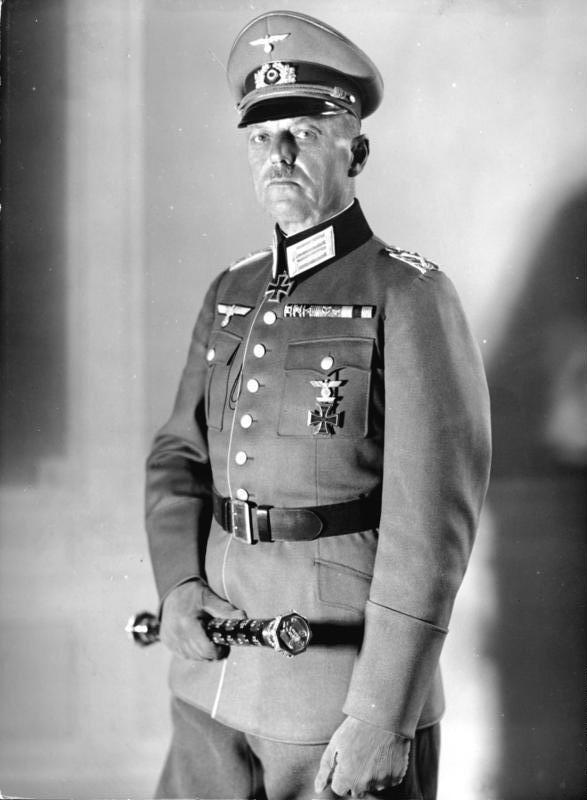
O marechal Rundstedt.

Em março de 1942, Rundstedt foi novamente convocado por Adolf Hitler e recebeu de volta o comando da frente ocidental. Nas costas ocupadas pelos nazistas, ele pôde apenas constatar que as defesas por ele erguidas anos antes não haviam sido terminadas nem melhoradas, sem nenhum grande fortificação digna do nome erguida em qualquer ponto da costa do Atlântico.
Durante o período que antecedeu o Dia D, ele e seu subordinado Erwin Rommel tiveram várias discussões sobre a melhor maneira de usar as forças blindadas de reserva da Wermarcht em caso de desembarque Aliado, sendo derrotado — nominalmente Rundstedt era o comandante, mas o prestígio de Rommel ofuscava a todos nesta época da guerra - em suas propostas de uma reserva colocada mais longe da costa de maneira a ser dirigida a qualquer ponto que fosse invadido. Com a invasão e a consequente impossibilidade das tropas alemães de conterem a ofensiva aliada, von Rundstedt instou a Hitler que propusesse um acordo de paz com os Aliados ocidentais. A resposta do Fuhrer foi destituí-lo novamente do comando e substituí-lo por Günther von Kluge.
Em agosto de 1944, o general von Kluge suicidou e foi substituído por dezoito dias pelo marechal Model, até Rundstedt ser novamente chamado ao dever por Hitler, assumindo pela terceira vez o comando das forças no oeste. Ele coordenou suas tropas em tempo de enfrentar e derrotar os britânicos na Operação Market Garden, na Bélgica. No fim do ano, comandou a última ofensiva alemã na guerra, a Batalha das Ardenas, o contra ataque pela neve nas florestas das Ardenas em direção ao porto de Antuérpia, na Bélgica, sendo derrotado e obrigado a cruzar de volta a fronteira alemã no começo de 1945.
Em março de 1945 foi pela última vez alijado de um comando militar no front, após dizer ao Marechal Wilhelm Keitel, chefe do estado maior da Wehrmacht e palaciano de Hitler, que a Alemanha deveria fazer a paz de qualquer maneira à continuar a lutar uma guerra sem esperança.

## Pós-Guerra
O marechal Gerd von Rundstedt foi capturado por tropas norte-americanas em 1 de maio de 1945, uma semana antes da rendição total da Alemanha. Durante seu interrogatório sofreu outro ataque do coração e foi levado para a Grã-Bretanha, onde foi mantido como prisioneiro de guerra no País de Gales e processado pelos britânicos como criminoso de guerra.
As acusações contra ele se deviam aos assassinatos em massa cometidos por suas tropas durante a invasão da URSS em 1941. Em 10 de outubro de 1941, seu então subordinado ( e depois substituto  von Reichenau, comandante do 6º Exército alemão ) publicou a famosa e sangrenta ordem Reichenau, que determinava a seus soldados que executassem qualquer civil russo encontrado em viagem pelos territórios ocupados sem salvo conduto e distante de sua cidade ou aldeia natal. Impressionado, von Rundstedt repassou a ordem aos outros comandantes de campo, como um modelo das ordens que eles deveriam dar a suas tropas.
Em suas acareações com outros comandantes nazistas, Rundstedt foi acusado de ter ajudado os Einsatzgruppen, as tropas da SS encarregadas das execuções de civis e prisioneiros de guerra soviéticos, notadamente os judeus da URSS. Quando questionado sobre isso e acareado com o depoimento de um oficial SS destes comandos da morte, ele se limitou a dizer que era muito imprudente a um SS falar desta maneira com um marechal de campo do exército alemão, sem conseguir produzir provas que desmentissem as acusações e os testemunhos documentados.
De qualquer maneira, von Rundstedt não chegou a ser oficialmente julgado pelos vencedores, alegadamente devido a suas precárias condições de saúde, apesar da equipe de acusação norte-americana suspeitar que a decisão britânica de não levá-lo a julgamento se deveu a considerações políticas de Estado.
Libertado pelos Aliados em julho de 1948, o marechal von Rundstedt instalou-se em Hanôver com a esposa Luise, onde viveu até sua morte, em 1953.